# SPEED OF LIGHTS
SPEED OF LIGHTS（スピード・オブ・ライツ）はPROJECT SOLの主たる活動であり音楽型新刺激探査船（バンド）である。PROJECT SOLは未踏の宇宙を探索する事によって、地上での暮らしに必要な刺激と喜びを供給する事を目的とした民間宇宙探索機構という理念の元に結成された。

## 概要
かねてより、CUTTのサポートをRUI-Zがしており、それぞれ、CUTTが「せたがやMUSICマルシェ Marche Special Band」で共演したSHOKOを、RUI-Zが共にTHE SxPLAYをサポートしていたJUNYAに声をかけ結成された。2015年12月25日に試験的にRUI-Z選曲によるCUTT曲（盗聴少年、産声、星に願いを等）を同期無しで音合わせした所、4人共に意気投合して本格的な活動を決意する。その後CUTTが「宇宙」というコンセプトを固め、現在に至る。2016年Player誌10月号（No.608）では記者にニューウェイブミュージック調と評されるが、未だその音楽ジャンルは定かではない。hideの型破りな精神を継承しているとされるCommander（リーダー）CUTTは自身のバンドを最新型ヴィジュアル系と称している。

## メンバー
- CUTT（前田 一史/まえだ かずひと 1977年3月17日 -  B型）Vocal, Sequencer, Guitar
- SHOKO（長﨑 祥子/ながさき しょうこ 1989年7月3日 -  O型）Synth, Cho
- JUNYA（山本 淳也/やまもと じゅんや 1984年2月17日 -  A型）Drums, Cho

### サポートメンバー
- MASA （船山真嗣/ふなやま まさつぐ3月29日）Bass
- camacho (鎌田紘輔/かまたこうすけ4月9日) Drums

### 旧メンバー
- RUI-Z（石岡 塁/いしおか るい 1981年3月6日 -  O型）Bass, Synth, Cho2018年1月29日任務完了による下船が発表される(5月20日まではHPに記載)

## 来歴

### 2016年
- 2016年 7月18日(月・祝) MIX LEMONed JELLY 2016にて初飛行（ライブ）を行う。[3][4]
  - 新タスク「SPEED OF LIGHTS」「WARP」を披露。

- 2016年10月14日(金) Visual Japan Summit 2016 DAY1に出演[5]
  - 新タスク「宇宙無双」を披露
  - 「SUMMIT STAGE」にて9:50～飛行および、[VISUAL STAGE]にて無敵バンドに参加

- 2016年10月20日(木) 初主催ライブ「Project SOL rendez-vous mission vol.1 SPEED OF LIGHTS meets Montage.」を行う。
  - 新タスク「Weightless Flight」[6]「CODE7716」[7]「HOME」[8]を披露。

- 2016年11月12日(土) Ra:IN PATA復活祭「REVOLUTION ROCKS 2016」のO.A.を務める。[9][10][11]
- 2016年11月30日(水) 小池隼人企画「はや亭vol.11」にカルメラと共に出演。
- 2016年12月11日(日) hide Birthday Party 2016 に出演。[12]

### 2017年
- 2017年2月26日(日) 主催ライブ「Project SOL rendez-vous mission vol.2 SPEED OF LIGHTS meets KISS THE WoRLD」を行う。
  - 新タスク「Trapped in time」を披露

- 2017年4月16日(日) BAYSIS PRESENTS に出演。[13]
- 2017年5月12日(金) 主催ライブ「Project SOL rendez-vous mission vol.3 SPEED OF LIGHTS meets Dacco」を行う。
  - 新タスク「Fu_sen asteroid」を披露

- 2017年6月3日(土) SAKAE SP-RING 2017 に出演。
  - 新しいカウントダウン方式を披露
  - 「名古屋スクールオブミュージック&ダンス」にて18:30～飛行

- 2017年8月5日(土) hide presents MIX LEMONed JELLY 2017 に出演。[14][15]
  - 新タスク「Summer Stars」を披露
  - 「LEFT STAGE」にて12:00～飛行

- 2017年8月26日(土) CHAIN THE ROCK FESTIVAL 2017 に出演。
  - ７組目のアーティストとして18:15～飛行
  - 最後のセッションにはCUTT、RUI-Z、JUNYAが参加

- 2017年9月10日(日) はや亭20回記念祭！ に出演。
  - 15:55～16:35飛行
  - 7曲目「Weightless Flight」は、カルメラのホーン隊とセッション

- 2017年10月9日(月・祝) MINAMI WHEEL 2017 に出演。
  - 「CONPASS」会場にて17:15～17:50飛行
  - 6曲目に新タスク「S.E.T.I.」を披露

- 2017年12月8日(金) 7 DAYS PAPARAZZI presents『決戦はFRIDAY vol.2』に出演。
  - 19:00～19:45飛行

- 2017年12月10日(日) hide Birthday Party 2017 に出演。
  - ２組目のアーティストとして14:20～14:45飛行
  - JUNYA船外活動の為、SOL Electro Styleにて行う
  - 地上服にて演奏
  - 本飛行よりタスク名変更 「Summer Stars」→「Counting Stars」

- 2017年12月28日(木) 主催ライブ「SOL oneman mission "Start A Countdown! -Launch into 2018-"」を行う
  - 初の単独飛行(初ワンマン)
  - 地上と宇宙の二元体制の飛行(地上服にて地上な曲演奏後、スペーススーツにて宇宙な曲の演奏)
  - 各パイロットが選んだ地上な曲(カバー曲)を演奏
  - CUTT→Viva La Vida / Coldplay
  - RUI-Z→Don't Look Back In Anger / OASIS
  - JUNYA→See you again / Wiz khalifa(feat. Charlie Puth)
  - (JUNYAワイルドスピード７について熱く語る、CUTT丁字路でネタにする)
  - SHOKO→I don't wanna miss a thing / Aerosmith
  - 最多17曲を演奏(地上：９曲 宇宙：８曲)
  - EN1曲目に新タスク「Blackhole Eyes」を披露

### 2018年
- 2018年4月8日(日) 主催ライブ「SOL oneman mission "COUNTING STARS"」を行う

- サポートベーシストにMASAを迎えてのミッション
- Count Down～Speed Of Lightsでスタート
- 8曲目に新タスク「Somewhere close but far away(仮)」を披露(SHOKO作曲)
- 9曲目HOME後、一旦パイロットがはけた後、地上服に着替えJUNYA→MASA→SHOKO→CUTTの順で戻ってくる
- EN1曲目に新タスク「Micro Macro Galactic(仮)」を披露
- 物販チェキはMASAを含めた４人で撮影したもの
- 2018年7月12日(木)２周年ライブ「SPEED OF LIGHTS 2nd Cosmic Anniversary "METEOR SHOWER"」を行う

- サポートベーシストにMASAを迎えてのミッション
- 17曲目に新タスク「Meteor Shower」を披露
- 物販チェキはMASAを含めた４人で撮影したもの
- 2018年8月25日(土)YOKOHAMA SUMMER ROCK FES. “REVOLUTION ROCKS 2018”に出演

- サポートベーシストにMASAを迎えてのミッション
- 転換中→本編→撤収まで地上服
- 1曲目はWhite Wind From Mr.Gibson-PATA's Nap からのFu_sen Asteroid
- 7曲目にX JAPANのRusty Nailを初カバー
- 物販チェキはMASAを含めた４人で撮影したもの(4人のサイン入り)
- 2018年10月20日(土)アルバム公式フラゲライブ「SOL 1st flying get mission“Before The Supernova”」を行う

- 2曲目より、ノンストップでSUPERNOVAを生再現、その後スペーススーツから地上服へと着替える
- アンコール時にパートチェンジあり(CUTT:Keybord SHOKO:Drums JUNYA:Vo.,Gt.)
- 終演後にチケット半券提示でFlying Get Edition SUPERNOVAを無料配布、追加購入可
- チェキ販売無し、サイン会無し
- 2018年12月13日(木) hide Birthday Party 2018 トップバッターで出演

- SHOKOプロデュースによる新衣装(第3形態)にて演奏
- Intro(21世紀の精神異常者)～BLUE SKY COMPLEXからスタート
- 続いてピンクスパイダーのカバー、その後SOL曲(Lift Off!, Speed Of Lights, Fusen Asteroids, Supernova)を披露
- 物販ではパイロット4人のサイン入りSUPERNOVAも販売(20枚程度)
- 2018年12月15日(土) SOL Winter Triangle Circuit vol.1 名古屋MUSIC FARM30周年記念公演 “SUPERNOVA -Sirius-”を行う

- NEW EQUIPMENTS「SUPERNOVA」Tシャツ販売
- チェキを忘れた為、コンビニのプリントサービスによる「生写真」2種類販売
- 2018年12月16日(日) SOL Winter Triangle Circuit vol.1“SUPERNOVA -Procyon-”を行う

- チェキを忘れた為、コンビニのプリントサービスによる「生写真」2種類販売(サイン印刷済み)
- 2018年12月23日(日) SOL Winter Triangle Circuit vol.1“SUPERNOVA -Betelgeuse-”を行う

- コンビニのプリントサービスによる「生写真」2種類販売(サイン印刷済み)

### 2019年
- 2019年2月12日(火) FM802 REDNIQS内にてSUPERNOVA特集が放送された

- 1. S.E.T.I. 2.Counting Stars 3.Code 4. Supernova の4曲がオンエアされた
- Codeはオンエア中のHPおよびオンエアリストではCodaと表記されている
- 世界観や特設ページ等について詳しく紹介された
- 2019年4月6日(日) WARP STATIONに出演(REWILD RIVER SIDE GLAMPING HILL)

- 初の野外ステージでの演奏
- SHOKO船外活動の為、サポートキーボーディストを迎えての出演と3月13日にアナウンスされた
- 当日、サポートベーシストとしてRUI-Zの緊急復活が発表される
- サポートキーボーディストは池尻家のYOSHIKO
- 機材調整の為45分程リハを行った後、会場の全員にスカイランタンが配布され、SOLの出番を迎える
- VJS出演時以来の、正装LIVE(最後までヘルメットも着用)を敢行
- Fusen Asteroids では一部歌詞を Rantan Asteroids～♪と歌唱
- Trapped In Timeでは一部歌詞を 星の下で　桜 咲き乱れ 令和 の時代 に向けて と歌唱
- ステージ上でWARPを(株)ワープスペースの社歌に推し、常間地CEOに快諾される
- 物販はCUTTが担当、チェキは無し
- 2019年4月14日(日) SOL mission 2019 “Blackhole Eyes -The Other Side of SUPERNOVA”を行う

- サポートベーシストとしてRUI-Zが今回も緊急復活
- 3曲目まではヘルメット有りの正装、その後メットオフ
- MCテーマは「令和について」「座右の銘」
- 久しぶりにHOMEにてCREWによる合唱が行われた
- 物販はCUTT、JUNYA、SHOKOが担当、チェキは無し

## ディスコグラフィー

### シングル
- 「QUICK START GUIDE ver. 1.00 - Single」（2016年7月18日）※7月15日先行配信
- 「QUICK START GUIDE ver. 2.00 - Single」（2016年10月20日)
- 「QUICK START GUIDE ver. 3.00 - Single」（2016年11月12日)
- 「SOL Experimental Disc 001」(2017年8月5日)　※MLJ会場にて先行発売
- 「COUNTING STARS（旧題SUMMER STARS）」（2018年4月8日）※4月6日先行配信

### アルバム
- 2018年10月20日「SUPERNOVA」(Flying Get Edition)
- 2018年12月13日「SUPERNOVA」 hide Birthday Party 2018 会場にて発売
- 2019年2月13日「SUPERNOVA」初回限定イラスト特装盤(SOL-001S)通常盤(SOL-001)全国CDショップにて発売開始
- 2019年4月14日「Blackhole Eyes -The Other Side Of Supernova-」会場先行発売(5月22日発売予定)